# Если мы вместе
Если мы вместе (азерб. Əgər Bir Yerdəyiksə) — азербайджанский советский художественный фильм, снятый в 1975 году, посвящённый молодёжи, только что окончившей среднюю школу.

## Сюжет
К профессору Рагимову приезжает его фронтовой товарищ, который хочет устроить своего сына Расима в институт на специальность врача. Однако Расим, не говоря своему отцу, поступает в профессиональное училище на нефтяника, где он встречает людей, ставших для него преданными друзьями и любимую девушку...

## В ролях
- Григорий Наджафов — Расим Мамедов
- Рита Амирбекова — Солмаз
- Вагиф Мустафаев — Васиф
- Октай Миркасимов — Ариф Гумбатов
- Акиф Магеррамов — Мамед Агаев
- Станислав Крючников — Михаил
- Мухтар Маниев — Муса

- Дадаш Казымов — Мехти
- Джахангир Асланоглы — Нариман Рагимов

## Съёмочная группа
- Сценарист: Октай Оруджев
- Режиссёр: Рафик Дадашев
- Режиссёр-постановщик: Владимир Симаков
- Оператор-постановщик: Эдуард Галакчиев
- Художник-постановщик: Фикрет Ахадов
- Композитор: Леонид Вайнштейн
- Звукооператор: Агагусейн Керимов